# ウィチタフォールズ (テキサス州)
ウィチタフォールズ（英: Wichita Falls）は、アメリカ合衆国テキサス州の都市。ウィチタ郡の郡庁所在地である。人口は10万2316人（2020年）。都市圏は3郡に跨がる。市内にはシェパード空軍基地がある他、石油ブーム時代の投資詐欺の産物として有名な「世界最小の摩天楼」がある。姉妹都市としてはドイツ、バイエルン州フュルステンフェルトブルックがある。

## 歴史

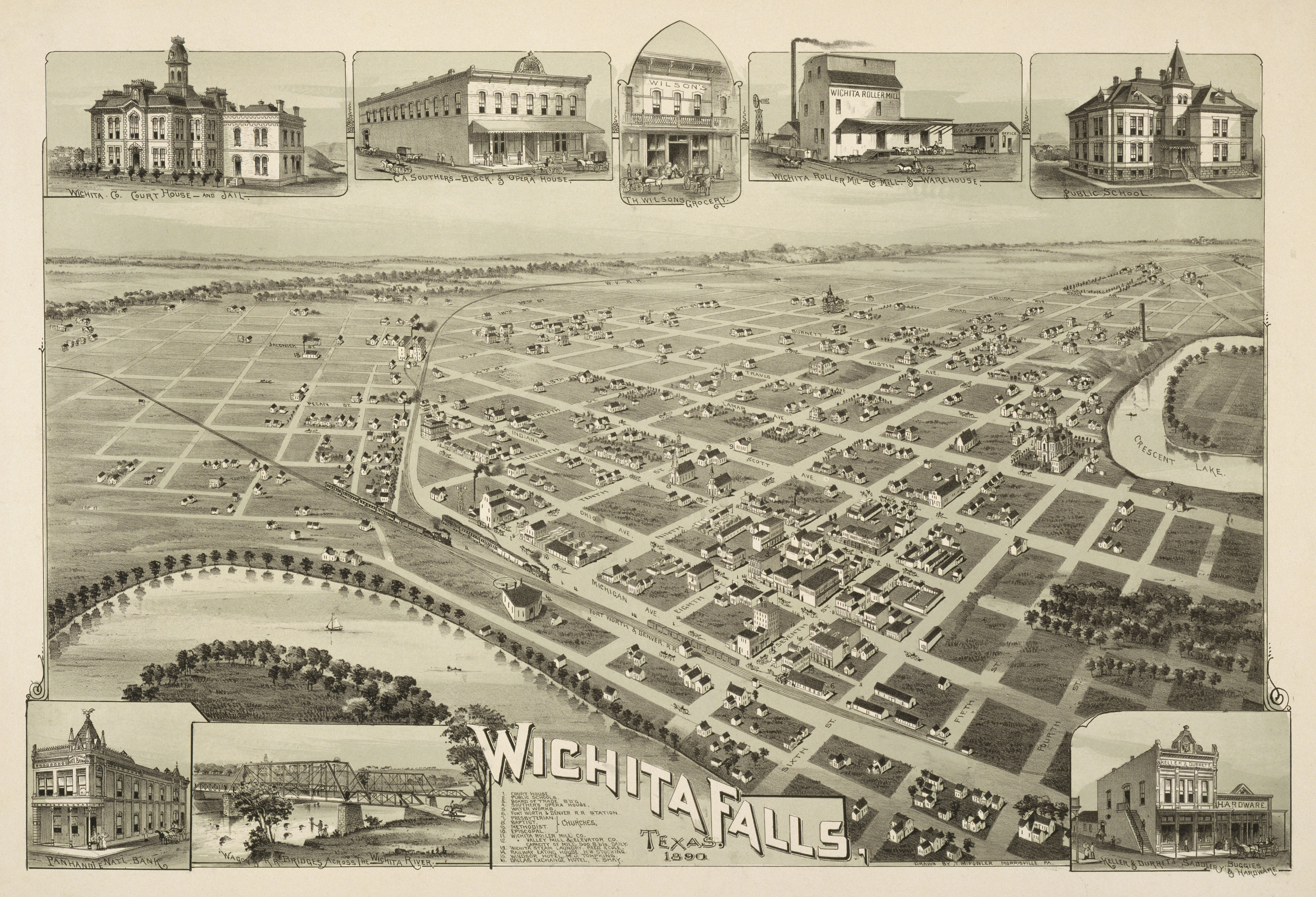
1890年のウィチタフォールズ

18世紀初期にはウィチタフォールズとなった地域にチョクトー族インディアンが住んでいた。ウィチタフォールズは公式には1872年9月27日に生まれた。この日、市の誕生地である7番通りとオハイオ通りの角で町の区画の販売会が開催された。1882年にフォートワース・デンバー鉄道が延伸され、この年に市はウィチタ郡の郡庁所在地になった。市は鉄道駅から西方に成長していった。その地域は現在鉄道駅広場歴史地区と呼ばれており、テキサス州歴史史跡に登録されている。
1886年の洪水で市名の由来になったウィチタ川の滝が破壊された。その後100年か近く滝が存在しなかったが、市はルーシー公園の川側に人工滝を造った。再生された滝は高さ54フィート (16 m) あり、1分間に3,500ガロン（13,000リットル）の水を循環させている。その光景は州間高速道路44号線の南行きレーンから見ることができる。
市は現在中心街地域の再建と改修のための予算を確保しようとしている。中心街はかつて市の主要ショッピング地域であったが、1953年に作られたパーカースクエアを始め、1960年代と1970年代の同様な開発、さらには1974年にサイクス・センターモールが開業するに及んで、新しいショッピングセンターの創設のためにその地盤を失ってきた。中心街では最後の大型小売店だったシアーズも1990年にサイクス・センターモールに移転した。中心街にある元シアーズの建物は1967年の建設であり、市の1ブロック全てを使い、屋上駐車場もあった。
ウィチタ郡内では1910年代に石油が発見され、多数の山師や労働者が押し寄せる石油ブームが起きたことがあった。郡の中心都市であるウィチタフォールズには幾つかの石油会社や関連企業、さらに石油精製会社の事務所があった。石油精製会社はコンティネンタル石油（現在のコノコフィリップス）が1952年まで、パンハンドル石油（後のアメリカン・ペトロフィナ）が1965年まで事務所を置いていた。どちらの会社も元の精製設備があった場所をガソリンと石油のターミナル施設として長年使い続けている。

### 1964年竜巻
1964年4月3日午後市の北部と北西部およびシェパード空軍基地を破壊的な竜巻が襲い、死者7人、負傷者100人以上を出し、損害総額はおよそ1,500万ドルに上った（およそ225戸の家屋と事業所が被害を受けた）。この竜巻は全国的にテレビ中継されたものとして最初期の竜巻になった。テレビ局KAUZ-TVがスタジオのカメラを屋外に引き出し、じょうご状の雲が市の北西端に近付く方向に向けて警戒報道したものだった。KFDX-TVも竜巻の生中継を行った。記者達が外に出て竜巻の動きを報告し、その後ニューズディレクターのフレッド・ブルックスと気象予報士のベン・ストリックランドがスタジオに戻って2方向ラジオ通信を行った。「ウィチタフォールズ・タイムズ・レコード・ニューズ」のカメラマンが新聞社の屋上からシェパード空軍基地に近づく竜巻の写真を撮った。

### 1979年竜巻
1979年4月10日火曜日の午後遅く、ウィチタフォールズ市の人口が多い南部を藤田スケールF5の竜巻が襲った。地元ではこの日を「恐怖の火曜日」と呼んでいる。この竜巻は周辺地域で起こった30個の竜巻の一部だった。大変な気象条件が差し迫っているという予報が1時間近く前に出ていたにも拘わらず、45人が死亡（25人は自動車に乗っていた）、1800人が負傷した。これは多くの人が仕事場から来るまで家に帰っている時間帯だったからだった。この竜巻で2万人が家を失くし、被害総額は4億ドルとなって、1999年にムーア・オクラホマシティ竜巻が起こるまでは1つの竜巻による被害額として全米最高額となっていた。

## 地理

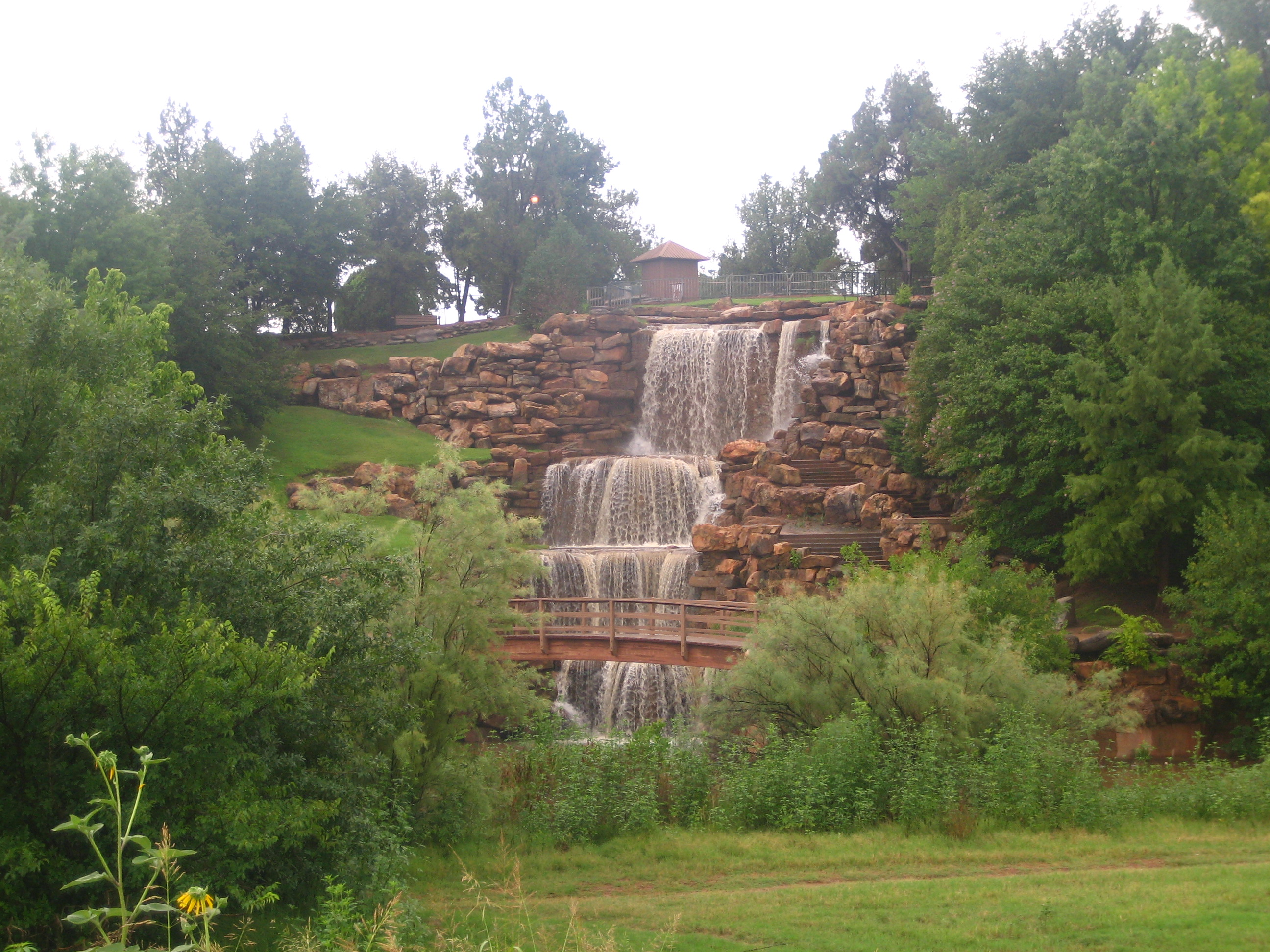
ウィチタフォールズ

ウィチタフォールズはオクラホマ州との州境から南に24キロメートル、フォートワース市からは北西に184キロメートル、オクラホマシティからは南西に224キロメートルの位置にある。座標は北緯33度53分49秒 西経98度30分54秒 / 北緯33.89694度 西経98.51500度である。
アメリカ合衆国国勢調査局に拠れば、市域全面積は70.71平方マイル (183.1 km2)、このうち陸地は70.69平方マイル (183.0 km2)、水域は0.02平方マイル (0.05 km2)で水域率は0.03％である。

## 気候
| ウィチタフォールズの気候              | ウィチタフォールズの気候 | ウィチタフォールズの気候 | ウィチタフォールズの気候 | ウィチタフォールズの気候 | ウィチタフォールズの気候 | ウィチタフォールズの気候 | ウィチタフォールズの気候 | ウィチタフォールズの気候 | ウィチタフォールズの気候 | ウィチタフォールズの気候 | ウィチタフォールズの気候 | ウィチタフォールズの気候 | ウィチタフォールズの気候 |
| 月                                    | 1月                      | 2月                      | 3月                      | 4月                      | 5月                      | 6月                      | 7月                      | 8月                      | 9月                      | 10月                     | 11月                     | 12月                     | 年                       |
| ------------------------------------- | ------------------------ | ------------------------ | ------------------------ | ------------------------ | ------------------------ | ------------------------ | ------------------------ | ------------------------ | ------------------------ | ------------------------ | ------------------------ | ------------------------ | ------------------------ |
| 最高気温記録 °C （°F）                | 31 (87)                  | 34 (93)                  | 38 (100)                 | 39 (102)                 | 43 (110)                 | 47 (117)                 | 46 (114)                 | 45 (113)                 | 44 (111)                 | 39 (102)                 | 32 (89)                  | 31 (88)                  | 47 (117)                 |
| 平均最高気温 °C （°F）                | 11.2 (52.1)              | 14.5 (58.1)              | 19.6 (67.2)              | 24.2 (75.5)              | 28.6 (83.5)              | 33.2 (91.7)              | 36.2 (97.2)              | 35.4 (95.8)              | 30.8 (87.5)              | 25.1 (77.1)              | 17.6 (63.7)              | 12.5 (54.5)              | 24.1 (75.3)              |
| 平均最低気温 °C （°F）                | −1.7 (28.9)              | 0.8 (33.4)               | 5.1 (41.1)               | 9.6 (49.3)               | 15.2 (59.3)              | 19.9 (67.8)              | 22.4 (72.4)              | 21.8 (71.3)              | 17.6 (63.7)              | 11.3 (52.4)              | 4.5 (40.1)               | −0.4 (31.3)              | 10.5 (50.9)              |
| 最低気温記録 °C （°F）                | −21 (−5)                 | −22 (−8)                 | −13 (8)                  | −4 (24)                  | 2 (36)                   | 11 (51)                  | 12 (54)                  | 12 (53)                  | 3 (38)                   | −4 (25)                  | −10 (14)                 | −22 (−7)                 | −22 (−8)                 |
| 降水量 mm （inch）                    | 28.4 (1.12)              | 40.1 (1.58)              | 57.7 (2.27)              | 66.5 (2.62)              | 99.6 (3.92)              | 93.7 (3.69)              | 40.1 (1.58)              | 60.7 (2.39)              | 81 (3.19)                | 79 (3.11)                | 42.7 (1.68)              | 42.7 (1.68)              | 732.3 (28.83)            |
| 出典：USTravelWeather.com August 2010 |                          |                          |                          |                          |                          |                          |                          |                          |                          |                          |                          |                          |                          |

## 人口動態
以下は2000年国勢調査による人口統計データである。
| 基礎データ - 人口: 104,197人 - 世帯数: 37,970世帯 - 家族数: 24,984家族 - 人口密度: 569.1人/km2（1474.1人/mi2） - 住居数: 41,916軒 - 住居密度: 229.0軒/km2（593.0軒/mi2） 人種別人口構成 - 白人: 75.11% - アフリカン・アメリカン: 12.40% - ネイティブ・アメリカン: 0.86% - アジア人: 2.20% - 太平洋諸島系: 0.10% - その他の人種: 6.39% - 混血: 2.95% - ヒスパニック・ラテン系: 13.98% 年齢別人口構成 - 18歳未満: 24.7% - 18-24歳: 15.2% - 25-44歳: 29.3% - 45-64歳: 18.6% - 65歳以上: 12.3% - 年齢の中央値: 32歳 - 性比（女性100人あたり男性の人口） - 総人口: 106.2 - 18歳以上: 106.7 | 世帯と家族（対世帯数） - 18歳未満の子供がいる: 33.1% - 結婚・同居している夫婦: 49.7% - 未婚・離婚・死別女性が世帯主: 12.3% - 非家族世帯: 34.2% - 単身世帯: 28.7% - 65歳以上の老人1人暮らし: 10.7% - 平均構成人数 - 世帯: 2.46人 - 家族: 3.04人 収入と家計 - 収入の中央値 - 世帯: 32,554 米ドル - 家族: 39,911米ドル - 性別 - 男性: 27,609米ドル - 女性: 21,877米ドル - 人口1人あたり収入: 16,761米ドル 全国平均：21,587米ドル - 貧困線以下 - 対人口: 13.9% - 対家族数: 10.8% - 18歳未満: 17.7% - 65歳以上: 10.3% |

## メディア
ウィチタフォールズの新聞は日刊紙「タイムズ・レコード・ニューズ」と週刊紙の「ザ・ニューズ・ミラー」がある。ラジオ局はFM10局、AM1局、テレビ局は4局を視聴できる。

## スポーツとレクリエーション
市内では100年続く国内最大の自転車チャレンジ競技会であるホッターン・ヘル・ハンドレッドが毎年開催されている。
多くのセミプロ、開発途上およびマイナーリーグのスポーツチームが市を本拠地にしている。ウィチタフォールズ・ドリラーズはセミプロのアメリカンフットボール・チームであり、所属リーグや国内選手権で何度も優勝してきた。ウィチタフォールズ・キングス（元ウィチタフォールズ・レイザーバックス）もセミプロのアメリカンフットボール・チームであり、ウィチタフォールズ・テキサンズはコンティネンタル・バスケットボール協会所属、ウィチタフォールズ・フィーバーはローンスター・サッカー連合所属、ウィチタフォールズ・スパッダーズはテキサスリーグの野球チーム、ウィチタフォールズ・ワイルドキャッツ（元ウィチタフォールズ・ラストラーズ）は「ジュニアA」のノースアメリカン・ホッケーリーグ所属、ウィチタフォールズ・ラフネックス（元グラハム・ラフネックス）はテキサス・カレッジエイト・リーグ所属である。
ルーシー公園は広さ170エーカー (0.68 km²) あり、丸太小屋、アヒル池、遊技場、フリスビー・ゴルフコース、ピクニック場がある。ウォーキング、ランニング、自転車あるいはローラースケートに適した舗装路が幾つもあり、再生された滝に行く川沿いの道もある。オフロード自転車やハイキングのための未舗装道路もある。

## 政治

### 市政府
ウィチタフォールズ市は市政委員会・シティマネジャー方式を採用している。市政委員会は6人の委員と1人の市長により構成されている。

### 州と連邦議会
テキサス州議会では、上院の第30および下院の第69選挙区に属している。連邦議会下院ではテキサス州第13選挙区に属している。2010年時点で州議会下院議員以外は共和党議員が務めている。
テキサス州刑事司法部ジェイムズ・V・オールレッド・ユニットが市内の中心街から北西4マイル (6 km) にある。アメリカ合衆国郵便公社がウィチタフォールズ郵便局、モーニングサイド郵便局、ブリッジクリーク郵便局およびシェパード空軍基地郵便局を運営している。

## 教育
市内にはミッドウェスタン州立大学がある。この大学は4年制、認可カレッジであり、学士号と修士号の双方を発行することではテキサス州で唯一の独立系一般教養カレッジである。近くにあるバーノン・カレッジの分校では準学士号、資格認定および職業能力開発プログラムを提供しており、また本校がプレインビューにあるウェイランド・バプテスト大学も分校がある。
市内の公共教育はウィチタフォールズ独立教育学区とシティビュー独立教育学区が管轄しており、ブライトアイディア・チャーター・スクールがある。幾つかの宗教系私立学校もあり、そのうち最大のものはノートルダム・カトリック学校である。小学校の多くは就学前児童のためのヘッドスタート・プログラムに参加している。ウィチタフォールズ独立教育学区、その住所に基づく特定学校への入学を強制しないことでは、テキサス州で数少ない教育学区の一つである。その代わりに全ての学校は生徒を惹き付けるためにマグネット教育プログラムを用意している。
ウィチタフォールズ独立教育学区に属する4つの学校が国際バカロレア・プログラムに参加している。ヒルシ高校はIBディプロマ・プログラムを提供している。他の3校は候補校である。

## 交通

### 高規格道路
ウィチタフォールズは州間高速道路44号線の西終点である。市内に入るアメリカ国道としては、287号線、277号線、281号線、および82号線がある。州道240号線は市内に終端があり、同79号線は市内を抜けている。1954年に市と郡の有権者が承認した市と郡を抜ける幾つかの高規格道路の通行権を買収するための債権が発行され、アメリカ国道287号線の一部として1958年にオープンした区間を手始めに、ウィチタフォールズのような大きさの都市としては高規格道路の総延長が最も長い部類になった。アメリカ国道287号線はブロード通りとホリデー通りが8番通りに交わる地点から北西にウィチタ川を渡り、ルーシー公園とスコットランド公園を分断してオールドアイオワパーク道路に至る道であり、当初の経路に沿っていた。その後もアメリカ国道82号線の東にヘンリエッタに向う部分と接続され（完工は1968年）、アメリカ国道281号線の南にジャックスボロに向かう部分（同1969年）、アメリカ国道287号線の北西にアイオワ公園とエレクトラに向う部分（同1962年）、州間高速道路44号線の北にバークバーネットとレッド川に向う部分（同1964年）、さらに州間高速道路44号線のオールドアイオワパーク道路から市の北側にあるアメリカ国道287号線支線325号線インターチェンジまでと、支線325号線がこのインターチェンジからシェパード空軍基地のメインゲートまでの部分（同1960年）と接続されていった。しかしこれらの道路を繋ぐ市内中心街のホリデー通りからブロード通りまでほぼ13ブロックは地上の交差点と信号機がある状態が続いた。この問題は高架道が完成した2001年になって解消された。
アメリカ国道82号線と277号線についてケル・ブールバードに沿って高規格道路を建設する計画が1967年に始まり、元は鉄道が敷かれていたルートなどの通行権を獲得して、現在の側道を建設する第1段階が1977年に完工し、ブルック・アベニューの東から西向きにケンプ・ブールバードまで高規格道路の高架部分と出入りランプが1989年に完成した。さらにケンプ・ブールバードからバーネット道路までが2001年に完工し、バーネット道路から西向きにFM369を過ぎる道が2010年に完工した。現在アメリカ国道277号線をウィチタフォールズとアビリーンの間で連続した4車線高規格道路に改良する工事が進行中であり、これと結ばれる予定である。

### 地上輸送機関
グレイハウンドがウィチタフォールズから他の地点への都市間バスを運行しており、町の外にあるジョリー停留所をターミナルにしている。ダラス・フォートワース国際空港にはスカイラーク・バン・サービスが毎日数便シャトルバスを運行している。

### 航空
ウィチタフォールズ市営空港ではアメリカン・イーグルがダラス・フォートワース国際空港まで毎日5便を運行している。キカプー・ダウンタウン空港とウィチタバレー空港は、小型民間飛行機が利用している。

## 著名な出身者と住人
- ボウリング・フォー・スープ、ポップ・パンクバンド
- オービル・バリントン、1932年テキサス州知事選挙で共和党候補者
- グレイソン・チャンス、シンガーソングライター、ピアニスト
- フィリス・コーツ、女優、1950年代のテレビドラマ「スーパーマンの冒険」でロイス・レーンの役を演じた
- ウィリアム・ C・コナー（1920年–2009年）、アメリカ地区裁判所ニューヨーク州南地区の連邦判事[18]
- ポール・エガーズ、1968年と1970年のテキサス州知事選挙で共和党候補者
- ミア・ハム、プロのサッカー選手
- ジョン・タワー、1961年から1985年までテキサス州選出アメリカ合衆国上院議員
- レックス・ティラーソン、実業家、元エクソンモービル最高経営責任者、元国務長官[19]